# Nagy halfarkas
A nagy halfarkas vagy szkua (Stercorarius skua) a madarak osztályának lilealakúak (Charadriiformes) rendjébe, ezen belül a halfarkasfélék (Stercorariidae) családjába tartozó faj.

## Rendszerezése
A fajt Morten Thrane Brünnich dán zoológus írta le 1815-ben, a Catharacta nembe Catharacta skua néven.

## Előfordulása
Az Északi-sark környékén, Izlandon, Feröeren és Skócia északi tájain fészkel, és szokatlan módon a Déli-sark környékén is honos. A fészkelésen kívüli időt a tengereken tölti, de közel a szárazföldhöz. Mind a két populáció az egyenlítő irányába vonul. Természetes élőhelyei a tundrák, tengerpartok és a nyílt tengerek.

### Kárpát-medencei előfordulása
Magyarországon ritka kóborló, az őszi időszakban.

## Megjelenése
Testhossza 53–58 centiméter, szárnyfesztávolsága 132–140 centiméter, testtömege pedig 1400–1600 gramm. Tollruhája sötétbarna, világosabb mintázattal. Repülés közben látszik a szárnyain lévő fehér folt.
|  |  |

## Életmódja
Halakból álló táplálékát vagy maga fogja, vagy a halászó madarakat addig üldözi, amíg azok ki nem öklendezik a táplálékot, amit még a levegőben elkap. A legyengült madarakat is megöli. A szárazföldön elkapja az egereket, patkányokat, de akár az üregi nyulat is. A fészkeket megdézsmálja és a dögöket is elfogyasztja.

## Szaporodása
Május-június között földre, fűcsomók közé készíti fészkét, általában 1-2 darab 70 milliméteres tojást tojik, melyen 29 napig kotlik.  A kikelt fiókák közül általában csak egy nő fel. A szülők felöklendezett falatokkal táplálják utódjukat. Veszély esetén az idős madarak rátámadnak a közeledőkre.
|  |  |

## Természetvédelmi helyzete
Az elterjedési területe rendkívül nagy, egyedszáma 30000-34999 példány közötti és stabil. A Természetvédelmi Világszövetség Vörös listáján nem fenyegetett fajként szerepel. Magyarországon védett, természetvédelmi értéke 25 000 Ft.